# Saidai-ji Eyo matsuri
Le Saidai-ji Eyo matsuri, dite Fête de l'homme nu (Hadaka matsuri) est une fête religieuse célébrée dans la préfecture d'Okayama (Japon). Dans le temple Saidai-ji, des fidèles qui ne sont vêtus que de fundoshi (le pagne traditionnel), se bousculent pour essayer de s'emparer de baguettes sacrées jetées par les prêtres.
La date du Saidai-ji Eyo matsuri était traditionnellement déterminée par le calendrier lunaire. Face à la popularité de ce festival, il est désormais célébré le troisième samedi de février.